# De Meene (waterschap)
De Meene was een waterschap in het noordoosten van de Nederlandse provincie Overijssel van 1892 tot 1958. 
Alhoewel het waterschap De Meene vanaf 1 januari 1892 bestond, vond de eerste vergadering van het waterschapsbestuur pas plaats op 29 december 1892. Bij oprichting besloeg het waterschapsgebied 822 hectare.
Op 23 augustus 1893 breidde het waterschap haar gebied uit met Zuid-Meene, middels een grondduiker naar het Afwateringskanaal, tussen Coevorden en de Vecht.
In 1958 ging het samen met de waterschappen De Molengoot, Het Beerzerveld, Het Bruchterveld, Holtheme, Radewijk en Baalder, Anerveen en Het Rheezer- en Diffelerveld op in het waterschap De Bovenvecht. De laatste vergadering van het bestuur van het waterschap vond plaats op 16 april 1958.